# Battal
Battal is een bestuurslaag in het regentschap Situbondo van de provincie Oost-Java, Indonesië. Battal telt 2735 inwoners (volkstelling 2010).